# Décembre 1967

## Évènements
- Thaïlande : élections municipales, les premières depuis dix ans.
- 1er décembre : création de la Communauté économique est-africaine réunissant la Tanzanie, l’Ouganda et le Kenya.
- 3 décembre 1967 : première greffe cardiaque au monde par le Pr Christiaan Barnard sur Louis Washkansky.
- 5 décembre (Guerre du Viêt Nam) : massacre de Dak Son.
- 9 décembre : Nicolae Ceaușescu, président du Conseil d’État en Roumanie.
- 10 décembre : l'avion personnel d'Otis Redding, un Beech 18 s'écrase, tuant la vedette américaine.
- 11 décembre[1] : le MNA devient le Front populaire de libération de la Palestine (FPLP), toujours sous la direction de Georges Habache. En 1968, il se scinde en plusieurs courants. Création de la Sa'iqa (foudre), branche militaire du Baath syrien, qui veut libérer la Palestine par son intégration à la Syrie.
- 11 - 20 décembre[2] : deuxième Congrès international des africanistes à Dakar.
- 13 décembre : échec d’une tentative de « contre-coup d’État » royal en Grèce. Constantin II de Grèce part en exil à Rome. Le colonel Yeóryos Papadópoulos devient Premier ministre.
- 15 décembre :
  - Age Discrimination in Employment Act interdisant la discrimination au travail des plus de 40 ans[Où ?].
  - États-Unis : Effondrement de Silver Bridge sur l'Ohio (rivière) : 46 morts.
- 19 décembre : en France : l'Assemblée vote la loi Neuwirth sur la contraception (qui sera signée sous Pompidou) : « Laissez la France à la bagatelle » (de Gaulle).
- 21 décembre : coup d’État du lieutenant-colonel Alley contre Soglo au Dahomey (actuel Bénin).
- 24 décembre : Ahmed Choukairy démissionne de la direction de l’OLP, discréditée par la guerre. Yahya Hammouda lui succède.
- 28 décembre, France : vote de la loi Neuwirth qui autorise la fabrication et l'importation de contraceptifs oraux, et la publicité pour la contraception.

## Naissances
- 1er décembre
  - Konstantin Kozeyev, cosmonaute russe.
  - Terry Virts, astronaute américain.
- 9 décembre :  Joshua Bell, musicien, violoniste (Violon Rouge).
- 12 décembre : Yuzo Koshiro, musicien japonais.
- 14 décembre : Dominic LeBlanc, homme politique fédéral canadien.
- 15 décembre : Zep, auteur de bande dessinée et illustrateur suisse, créateur de Titeuf.
- 17 décembre : Gigi d'Agostino, musicien et disc jockey italien.
- 21 décembre : Alexandra François-Cuxac, entrepreneuse française.
- 22 décembre : Richey Edwards, musicien gallois.
- 23 décembre : Carla Bruni-Tedeschi, ex-mannequin, top-model, auteur-compositeur-interprète et épouse de Nicolas Sarkozy depuis 2008.
- 24 décembre : Fabrice Bureau, chercheur et professeur belge à la Faculté de médecine vétérinaire de l’Université de Liège.
- 25 décembre : Carole Rousseau, animatrice de télévision française.
- 28 décembre : Christian Voltz, artiste plasticien et auteur jeunesse français.
- 29 décembre : Laurent Gerra, imitateur français.

## Décès
- 2 décembre : Francis Spellman, cardinal américain, archevêque de New York (° 4 mai 1889).
- 8 décembre :
  - Louis Bacon, trompettiste et chanteur de jazz américain (° 1er novembre 1904).
  - Robert Henry Lawrence, Jr., aviateur américain (° 2 octobre 1935).
- 10 décembre : Otis Redding, chanteur américain (° 1941).
- 18 décembre : Francis Barry Byrne, architecte américain (° 19 décembre 1883).
- 19 décembre : Alfred Courtens, sculpteur belge (° 27 juin 1889).
- 23 décembre : Angela Piskernik, botaniste et écologiste austro-yougoslave (° 27 août 1886).
- 25 décembre : Antoine Corriger, curé de Chaumontel (Val d'Oise), déclaré Juste parmi les nations.
- 30 décembre : Vincent Massey, gouverneur général.